# بانک اسلامی بحرین
بانک اسلامی بحرین (انگلیسی: Bahrain Islamic Bank) شرکت خدمات مالی و بانکداری بحرینی است، که در سال ۱۹۷۹ تأسیس شد.